# 卡里尼奥
卡里尼奥（西班牙語：Cariño）是西班牙加利西亚自治区拉科鲁尼亚省的一个市镇。总面积约47km², 总人口4004人（2017年），人口密度85人/km²。它于1988年脱离奥尔蒂盖拉市成立，是加利西亚自治区的第313个市镇。

## 地理
卡里尼奥地处奥尔蒂盖拉湾。其中奥特加尔角位于该市最北端，是大西洋和坎塔布连海的分界点。1805年11月4日，属于拿破崙戰爭一部分的奥特格尔海战在这里爆发。

## 人口
| 卡里尼奥历史人口变化图 |
|                        |
| 来源：西班牙国家统计局 |

## 图集

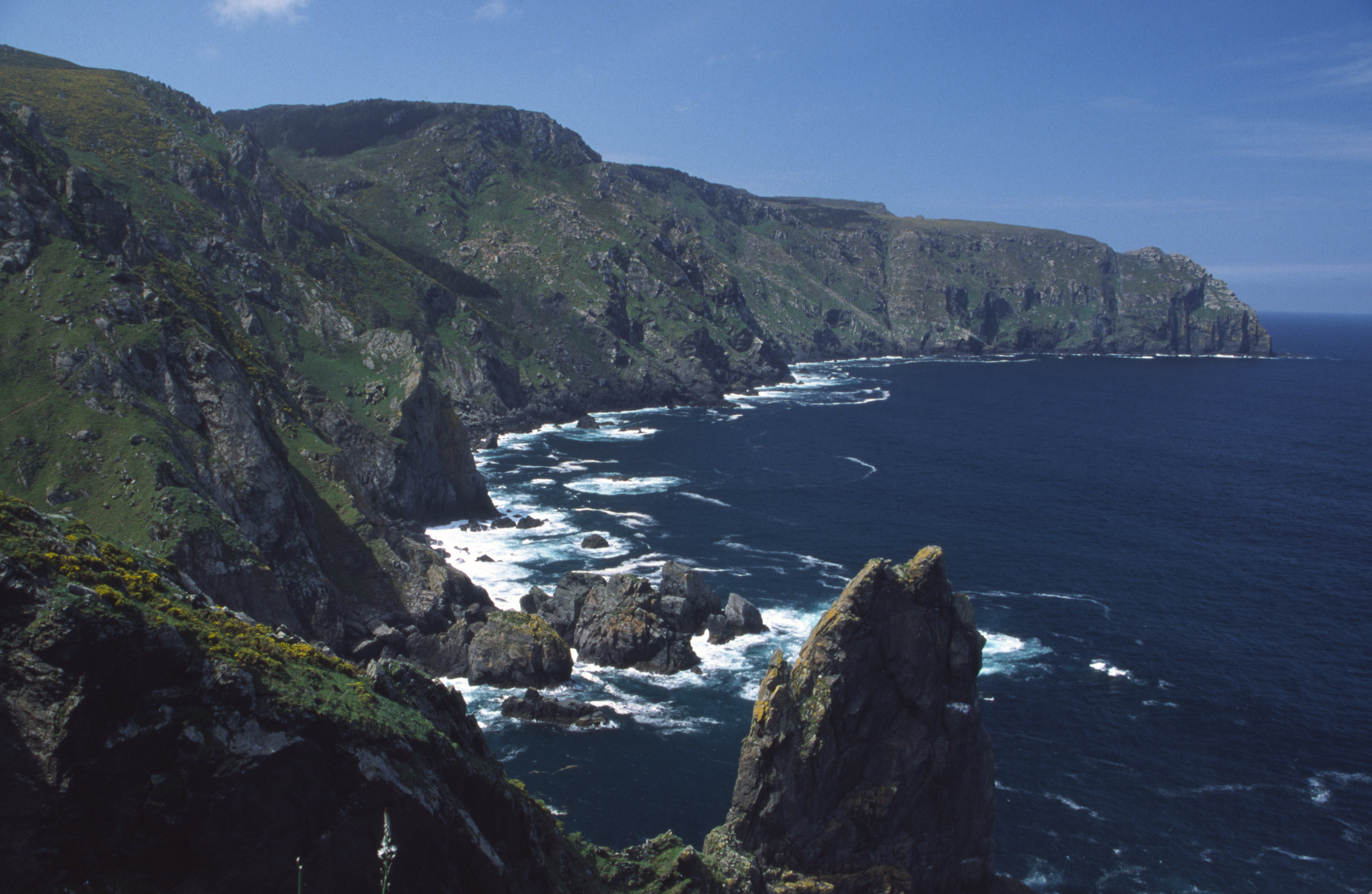
奥特加尔角
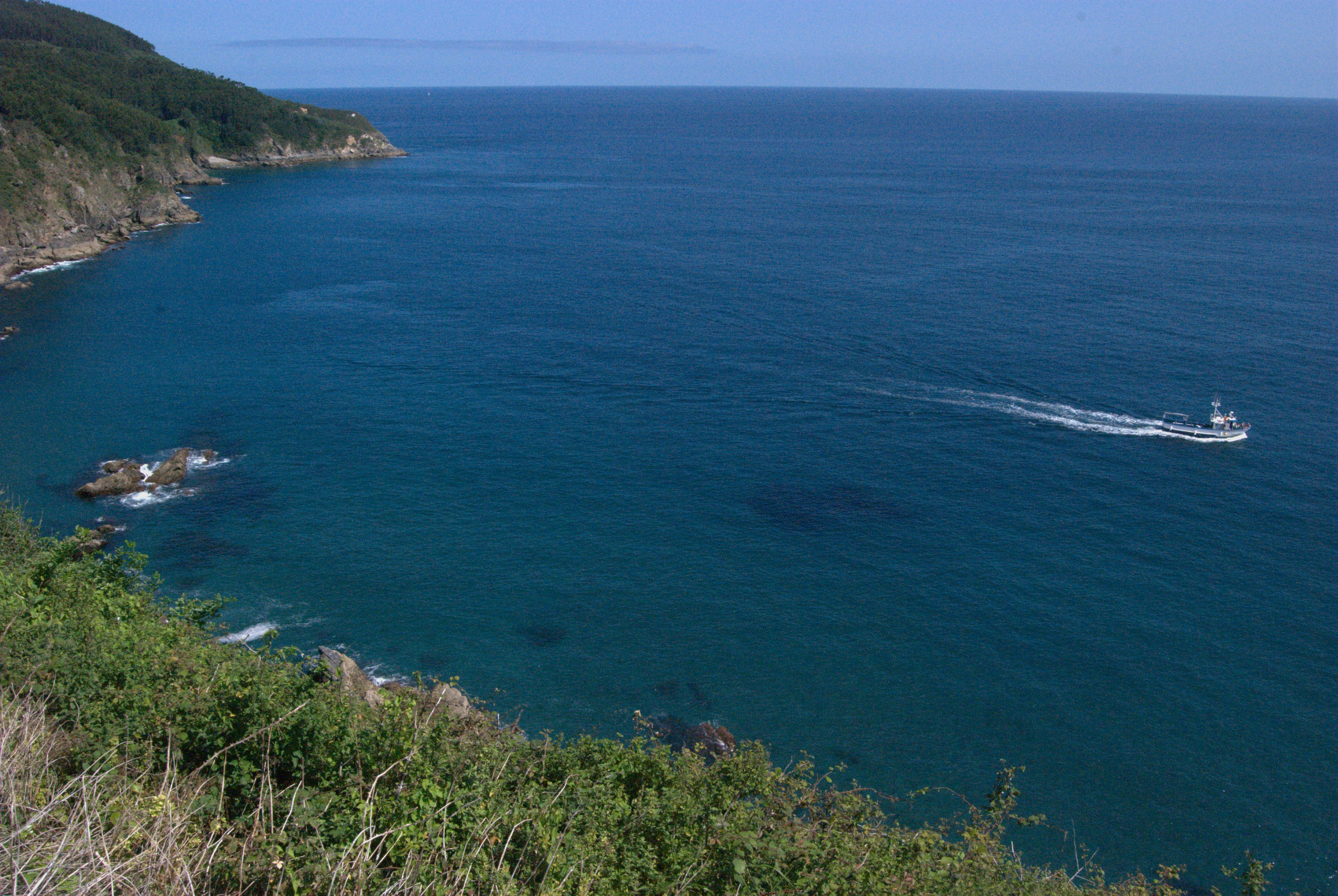
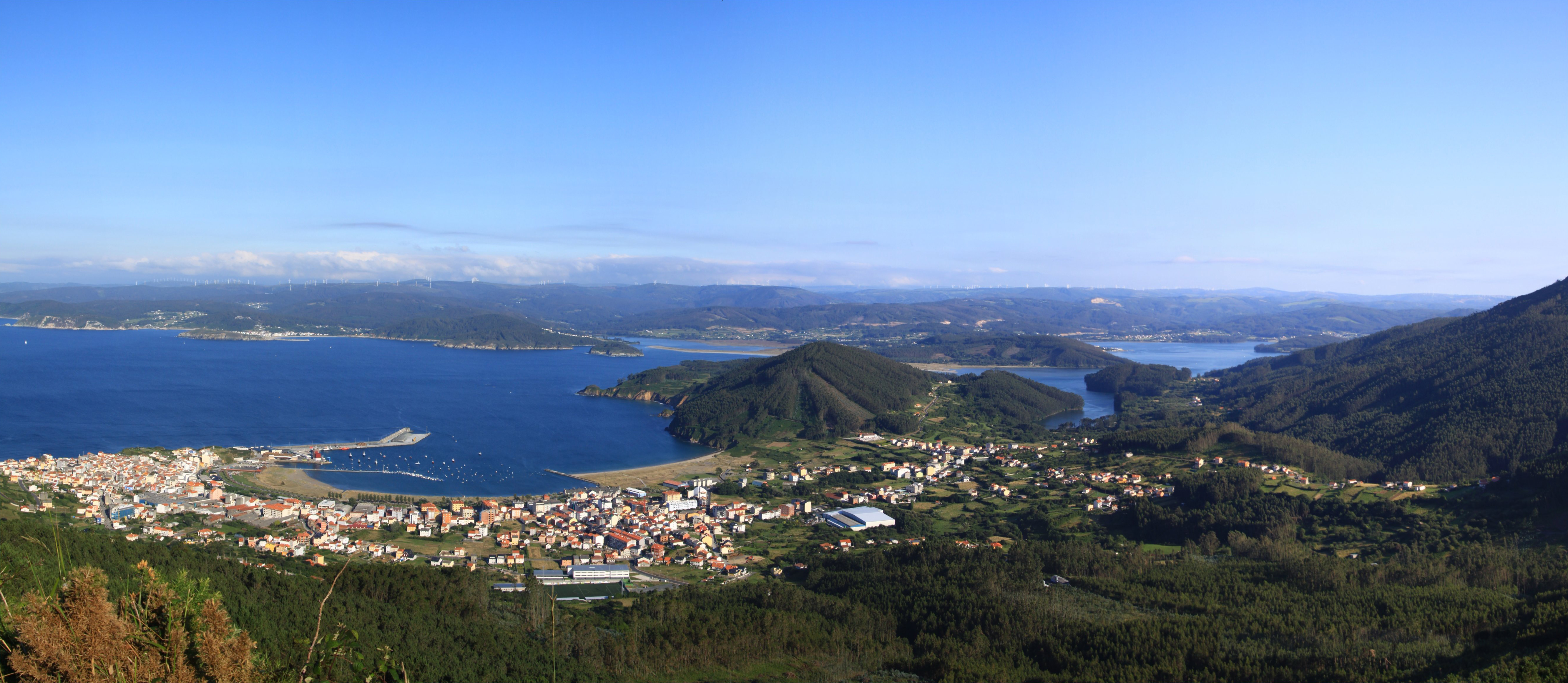
全景